# Elizabeth A. Fenn
Elizabeth Anne Fenn (née le 22 septembre 1959) est un historienne américaine.
Elle remporte en 2015 le prix Pulitzer d'histoire pour son ouvrage Encounters at the Heart of the World (en), qui traite de l'histoire des Mandans. Elle détient la chaire d'histoire de l'Ouest américain à l'université du Colorado à Boulder.

## Carrière
Elizabeth Anne Fenn est diplômée d'histoire de l'art à l'université Duke en 1981, et termine son master à l'université Yale en 1985. Elle envisage d'abord de faire une thèse sur millénarisme dans la culture américaine native, mais abandonne son cursus doctoral avant de l'avoir terminé. Elle change de carrière et suit des cours de mécanique automobile au Durham Technical Community College, puis exerce la profession de mécanicienne aux alentours de Durham, en Caroline du Nord, pendant huit ans. Elle retourne à Yale en 1995, terminant ses études. Pox Americana, sa thèse sur l'épidémie de variole qui a eu lieu aux États-Unis entre 1775 et 1782, est achevée en 1999. Elle intervient à plusieurs reprises dans les médias américains au sujet de la guerre biologique, après les attentats du 11 septembre.
Avant de rejoindre l'université du Colorado à Boulder en 2012, elle enseigne à l'université George-Washington de 1999 à 2002, et à Duke de 2002 à 2012.
Elle est mariée à Peter H. Wood (en) depuis 1999.

## Publications
- (en) Elizabeth A. Fenn et Peter H. Wood, Natives & Newcomers : The Way We Lived in North Carolina Before 1770, UNC Press Books, 1983, 103 p. (ISBN 978-0-8078-4101-3, lire en ligne)
- (en) Elizabeth A. Fenn, Pox Americana : The Great Smallpox Epidemic of 1775-82, Farrar, Straus and Giroux, 2 octobre 2002, 320 p. (ISBN 978-1-4668-0804-1, lire en ligne)
- (en) Elizabeth A. Fenn, Encounters at the Heart of the World : A History of the Mandan People, Farrar, Straus and Giroux, 11 mars 2014, 480 p. (ISBN 978-0-374-71107-8, lire en ligne)